# Susanne Ljungskog
Susanne Ljungskog (Varberg, 16 maart 1976) is een voormalige Zweedse wielrenster. Ze werd zowel in 2002 in Zolder, als in 2003 in Hamilton, wereldkampioene wielrennen. Ook was ze Europees kampioene in 1998 en meervoudig nationaal kampioene tijdrijden en op de weg.
Ljungskog kwam uit voor Zweden op de Olympische Zomerspelen 1996,  2000, 2004 en 2008. Op de Olympische Zomerspelen 2008 in Peking werd ze 10e in de tijdrit en 21e in de wegrit, waarin haar landgenote Emma Johansson zilver won.
In 2002 werd ze gekozen als sporter van het jaar (Svenska Dagbladets guldmedalj) van Zweden. In mei 2010 maakte ze bekend haar wielercarrière te moeten beëindigen wegens ziekte (ziekte van Trousseau, haemchromatosis).

## Ploegen
- 1999: The Greenery Grisley
- 2000: Farm Frites - Hartol
- 2001: Vlaanden - T Interim
- 2002: Vlaanden - T Interim
- 2003: Bik - Powerplate
- 2004: Team S.A.T.S.
- 2005: Buitenpoort - Flexpoint Team
- 2006: Buitenpoort - Flexpoint Team
- 2007: Team Flexpoint
- 2008: Menikini-Selle Italia (tot 25 juni)
- 2008: Team Flexpoint (vanaf 26 juni)
- 2009: Team Flexpoint
- 2010: MTN

## Palmares
Ljungskog won twee keer het wereldkampioenschap wielrennen, werd acht keer Zweeds kampioene op de weg en vier keer nationaal tijdritkampioen. De 10e plek in de tijdrit was haar hoogste notering op de Olympische Zomerspelen 2008 in Peking. Ze won twee keer de Tour de l'Aude, werd tweede in de Tour féminin en derde in de Ronde van Italië voor vrouwen. Ze won vier wereldbekerwedstrijden en werd twee keer eerste in de UCI-ranglijst. Daarnaast won ze onder meer de volgende wedstrijden:
- Giro della Toscana: 2002, 2003 en 2005
- Holland Ladies Tour: 2003 en 2006
- Chrono des Nations: 2007 en 2008
- Emakumeen Bira: 2007
- Open de Suède Vårgårda: 2006
- Primavera Rosa: 2001
- EK op de weg (onder 23): 1998
- Olympische wegrit: 25e in 1996, 33e in 2004, 21e in 2008
- Olympische tijdrit: 25e in 2004, 10e in 2008

Uitslagen in kampioenschappen, grote rondes en ranglijsten:
|                       | Wedstrijd             | '94  | '95 | '96    | '97   | '98    | '99    | '00    | '01    | '02    | '03  | '04    | '05    | '06    | '07  | '08     | '09    |
| --------------------- | --------------------- | ---- | --- | ------ | ----- | ------ | ------ | ------ | ------ | ------ | ---- | ------ | ------ | ------ | ---- | ------- | ------ |
| Zweedse kampioenstrui | Zweeds kampioen (weg) | Goud |     | Goud   | Goud  | Goud   | Zilver | Zilver |        | Brons  | Goud | Goud   | Goud   | Goud   |      | Brons   | 7e     |
| Zweedse kampioenstrui | Zweeds kampioen (ITT) | Goud |     | Zilver | Brons | Zilver | Zilver |        | Zilver | Zilver | Goud | Goud   |        | Goud   |      |         | Zilver |
| Regenboogtrui         | Wereldkampioen (weg)  |      |     |        |       | 17e    |        | 4e     | 7e     | Goud   | Goud |        | 7e     |        |      |         |        |
| Gele trui             | Tour Féminin          |      |     |        |       |        |        |        | 6e (1) | (1)    | 7e   |        |        |        |      |         |        |
| Gele trui             | Tour de l'Aude        |      |     |        |       |        |        | 15e    | Brons  | 5e     | (1)  | 9e (1) | DNF    | (1)    | Goud | (1)     | 11e    |
| Roze trui             | Giro Donne            |      |     |        |       |        |        |        |        |        |      |        |        | (1)    | 6e   | 23e     | 9e     |
|                       | UCI-ranking           |      |     |        | 38e   | 15e    | 50e    | 13e    | 8e     | Goud   | Goud | 33e    | Zilver | Brons  | 7e   | 12e     | 23e    |
|                       | Wereldbeker           |      |     |        |       | 28e    | 31e    | 6e     | (2)    | 6e     | 9e   | 36e    | (1)    | 5e (1) | 31e  | 11e (1) | 15e    |

Tussen haakjes staat het aantal etappeoverwinningen, dan wel het aantal zeges in wereldbekerwedstrijden.